# Ringmærkning af fugle
Ringmærkning af fugle er en videnskabelig metode, som benyttes ved studier af fugle.
En ring af letmetal med et unikt identifikationsnummer fæstnes rundt om fuglens fod med en tang. Ved mærkning og genfinding i stor skala har man i årenes løb kunnet kortlægge bl.a. overvintringsområder, trækruter, levealder, parforhold og en række andre aspekter ved fugles liv.
En variant af ringmærkning udføres med farveringe, så enkeltindivider (fx i fangenskab; høns; hønseringe; DFFR-ringe, dueringe) kan identificeres uden at skulle indfange fuglene.

## Historie
Forskellige former for ringmærkning har eksisteret i både romertiden og middelalderen, hvor ringene enten indeholdt breve eller var mærket med bomærker, der angav fuglenes ejere. Den moderne ringmærkning til videnskabeligt brug blev opfundet i 1899 af den danske katedralskolelærer Hans Christian Cornelius Mortensen, der i sin hjemby Viborg var kendt som Fugle-Mortensen.